# Charles Théodore Perron
Pour les articles homonymes, voir Charles Perron et Perron.
Charles Théodore Perron né à Paris le 16 octobre 1862 et mort à Bourg-la-Reine le 18 décembre 1934 est un sculpteur français.

## Biographie
Élève d'Alexandre Falguière, Roy [Lequel ?] et Louis-Auguste Hiolin, actif à Paris, Charles Théodore Perron expose au Salon des artistes français dès 1895. Il obtient une mention honorable en 1896 et, par la suite, une médaille de troisième classe en 1897, une médaille de deuxième classe en 1899 et une mention honorable en 1900 lors de l'Exposition universelle. Il est médaillé de première classe à l’exposition de 1910 et participe, en 1912 à la Royal Scottish Academy Exhibition.
Son atelier est situé 35, rue Alexandre-de-Humboldt à Paris de 1895 à 1905, puis au 16, boulevard Saint-Jacques en 1907 et au 6, rue Dareau en 1912. Il demeure à Bourg-la-Reine au 17, rue Arnoux,.
Il envoie un Portrait de La Tour d’Auvergne au Salon des artistes français de 1905.

## Œuvres

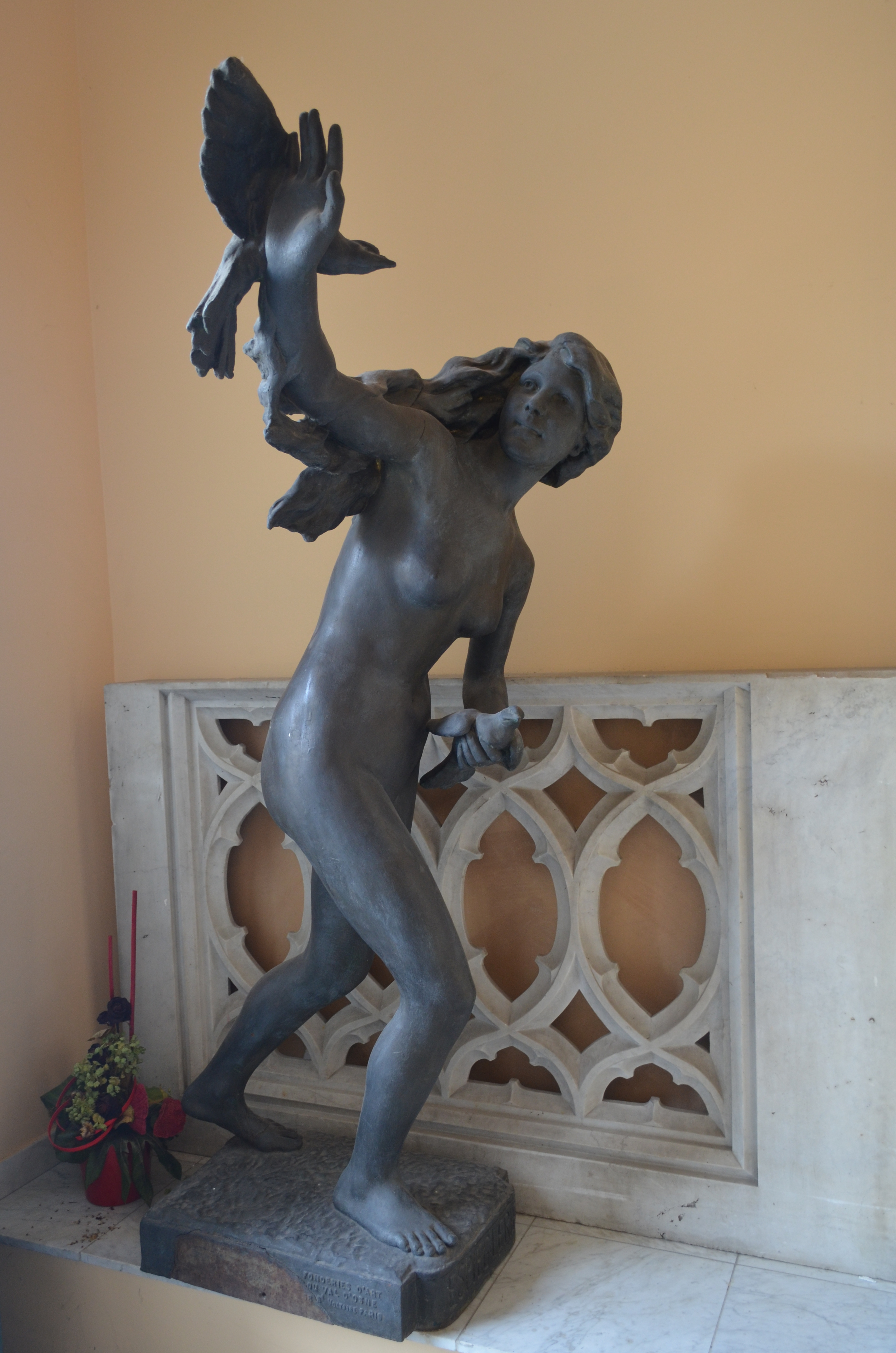
Espièglerie, 1899, hôtel des Postes de Charleroi.

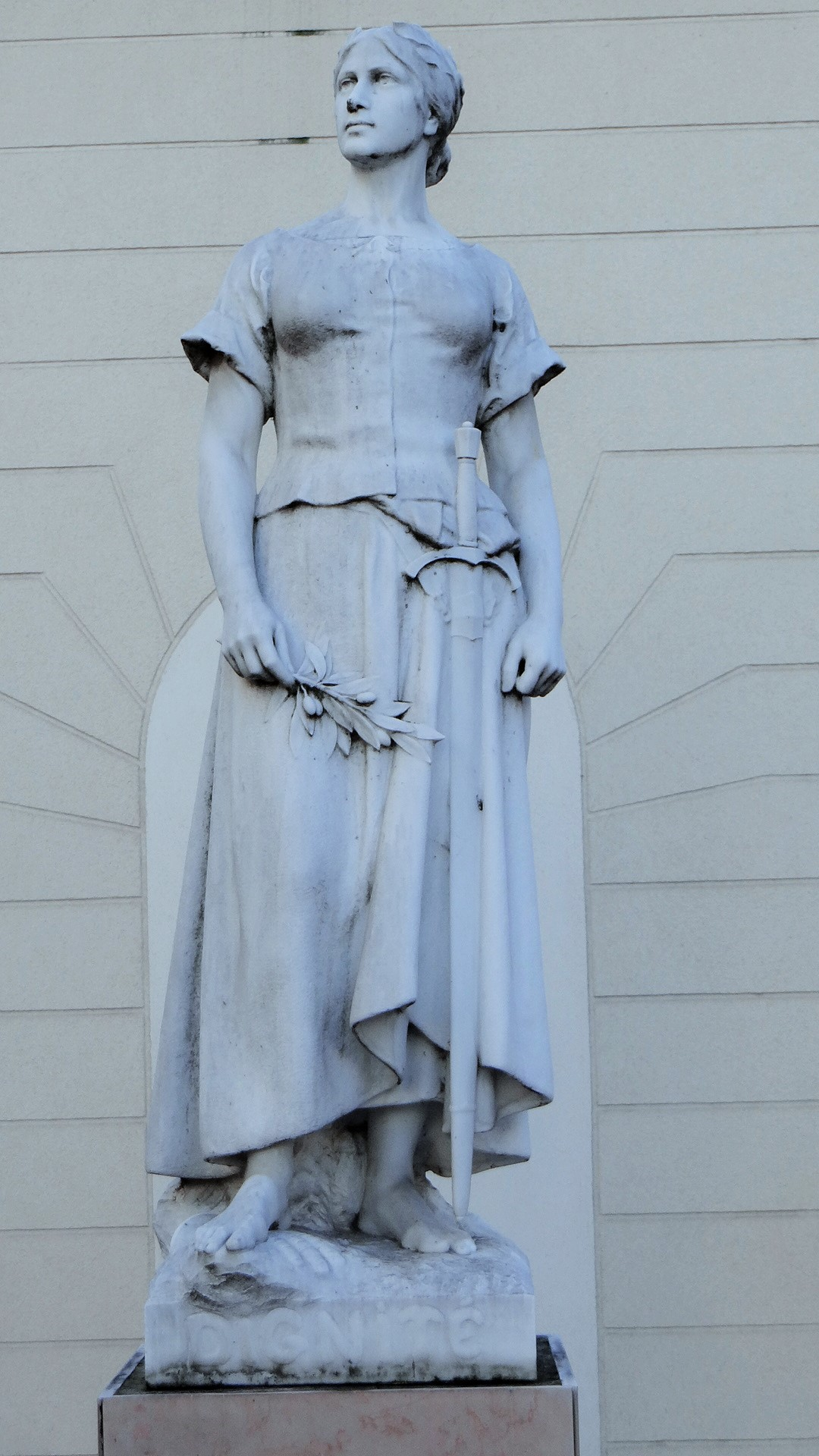
Dignité, 1906, Montrouge.

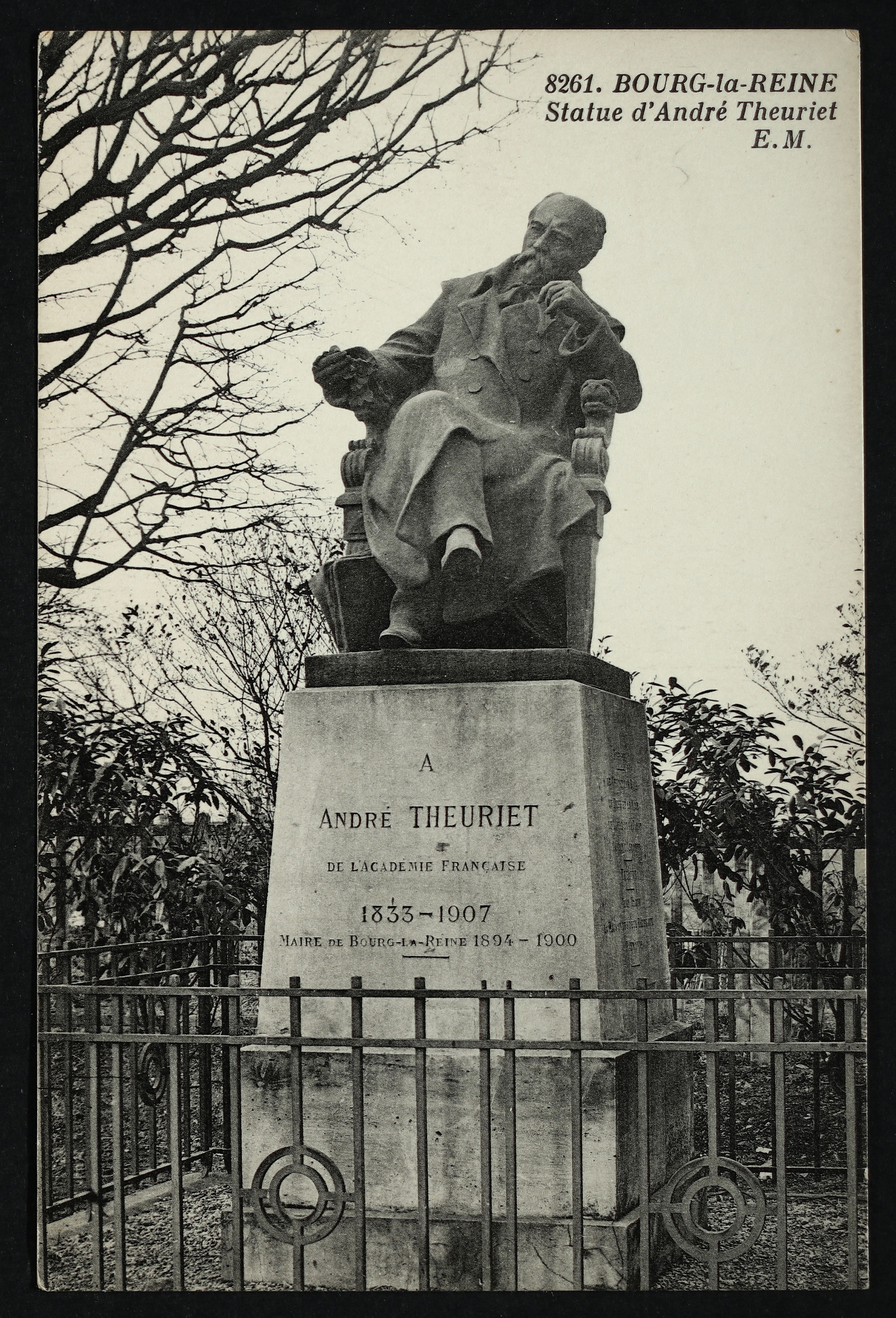
Monument à André Theuriet, 1913, Bourg-la-Reine.

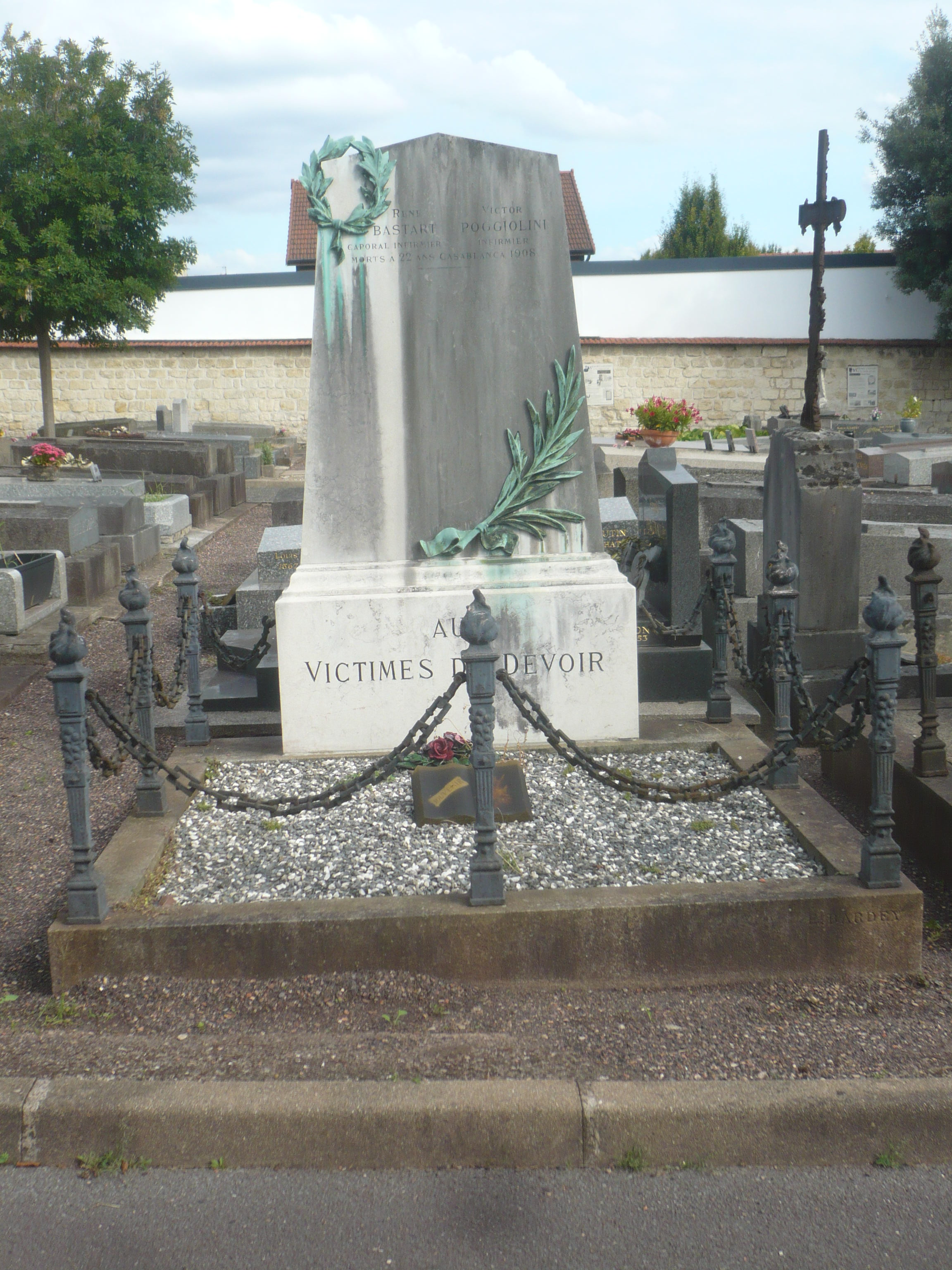
Ornements de la sépulture de René Bastard et Victor Poggiolini au cimetière de Bourg-la-Reine.

- Au bord de l’eau, 1895, fonte de fer par le Val d'Osne.
- L’Épave, 1896, fonte de fer par le Val d'Osne.
- L’Étoile du matin, 1896[réf. nécessaire].
- L’Épave, 1897[réf. nécessaire].
- Philoctète à l’île Lemnos, 1897[réf. nécessaire].
- Lierre et ruines, 1898[réf. nécessaire].
- Espièglerie, 1899, hôtel des Postes de Charleroi.
- Paix et Travail, 1899. Existe en deux versions : statue sur socle (53 cm) et sujet d'horloge.
- Surprise, 1899, fonte de fer par le Val d'Osne.
- Portrait de Behanzin (1845-1906), 1899, buste sur piédestal, 85,5 × 63 × 38 cm, acquis en 1982, Poitiers, musée Sainte-Croix.
- Doux rêve, 1900[réf. nécessaire].
- Bustes d’enfants, 1901[réf. nécessaire].
- Le Joueur d’orgue, 1901[réf. nécessaire].
- Suzanne, 1902[réf. nécessaire].
- Femme au Bain, 1903[réf. nécessaire].
- La Nature se dévoilant, 1903[réf. nécessaire].
- Jeunesse, 1904[réf. nécessaire].
- Le Renouveau, 1904[réf. nécessaire].
- Regrets, 1905[réf. nécessaire].
- Jeunesse, 1905[réf. nécessaire].
- Dignité, 1906, statue en pierre, Montrouge, angle des avenues de la République et de Verdun.
- Forga, 1906, statue en bronze[réf. nécessaire].
- Primevères, 1907[réf. nécessaire].
- Une vitrine contenant deux statuettes, 1907[réf. nécessaire].
- Suzanne au Bain, 1907[réf. nécessaire].
- Egregius Faber (Le Travail), 1908, statue en bronze, Ivry-sur-Seine, place Gambetta, envoyée à la fonte sous le régime de Vichy.
- Bas-reliefs sur la sépulture de René Bastard et Victor Poggiolini, infirmiers militaires au Maroc, victimes du devoir en 1908. Inaugurée le 13 mars 1910<[7], cimetière de Bourg-la-Reine (division 3).
- Lanceuse de Globos, 1910, statue en pierre, Saint-Maur-des-Fossés, jardin de la bibliothèque municipale[Note 2].
- Monument à André Theuriet, 1913, statue en bronze[Note 3], 167 × 119 × 83 cm, fondu par Thiebaut Frères, René Fulda Fondeur d’Art[Note 4], Bourg-la-Reine.
- Visions Nouvelles, 1914[réf. nécessaire].
- Sanglier attaqué (titre incertain ?), non datée, œuvre en fonte de fer par le Val d'Osne.
- La France rendant hommage aux soldats morts pour la France, 1923, monument aux morts de la ville de Rueil-Malmaison[8].
- Georges Demenÿ, médaillon en plâtre, 42 × 40 × 7 cm, acquis avant 1937, musée de la Chartreuse de Douai.